# Äppelmelodier & Lurendrejerier
Äppelmelodier & Lurendrejerier är ett barnalbum från 1983 av Lollo Asplund utgivet på MNW. Texten till en av låtarna på skivan – 	"Vi Bara Luras" – skrevs av Stefan Demert.

## Låtlist
1. "Äppelmelodin 1"
2. "Dom Snackar Bakom Min Rygg"
3. "Just Precis Den Där"
4. "Viktigpetter"
5. "Matchhjälten"
6. "Så Kan Det Gå"
7. "Vi Bara Luras"
8. "Råckenroll Till Frukost"
9. "Bästis-calypso"
10. "Vad Skall Man Svara"
11. "Boa Boa"
12. "Ann-marie Fågelfri"
13. "Majsormen"
14. "Det Märkvärdiga Lilla Biet"
15. "Se Maria Utan Skor"
16. "Äppelmelodin 2"